# OKB-1 EF 140
El  OKB-1 EF 140 fue un prototipo de avión desarrollado en la Unión Soviética en el seno de la oficina de diseños OKB-1 por ingenieros alemanes capturados provenientes de la fábrica de Junkers. El avión fue originalmente concebido como un bombardero, pero mientras estaba todavía siendo diseñado la idea de un bombardero fue abandonada y su diseño fue reestudiado como el de un avión de reconocimiento. El diseño básico inicial consistió en la continuación del prototipo de bombardero alemán Junkers Ju 287, pero al mismo tiempo que utilizaba el mismo diseño básico y conceptos de ingeniería, era un diseño totalmente nuevo de Brunolf Baade.
Sólo un EF 140 (R) fue construido, y comenzó las pruebas de vuelo el 15 de marzo de 1949, utilizando motores Rolls-Royce Nene porque las unidades Mikulin aún no estaban listas. El proyecto fue cancelado antes de que el segundo prototipo (B/R) fuese terminado.

## Desarrollo
Este proyecto comenzó como una aventura privada del equipo de Baade, con el prototipo de bombardero que los alemanes habían designado como «Junkers EF-131». Los ingenieros y diseñadores soviéticos tenían plena confianza en el EF-131 pero eran conscientes de que una de las desventajas del diseño era la compleja y arriesgada configuración de seis motores, por lo que se decidió buscar una planta motriz más potente de manera que el bombardero sólo necesitase dos motores, una configuración más estable y segura. La construcción del nuevo avión avanzó rápidamente y el primero de dos prototipos usaba muchos componentes del EF-131 por lo que se comenzó con los vuelos de prueba el 20 de septiembre de 1948, los cuales se realizaron de manera «normal» según los reportes de los pilotos. Como el Ilyushin Il-28 había sido seleccionado como el nuevo bombardero medio de la VVS (la Fuerza Aérea Soviética) se dio la orden de desarrollar al Tipo 140 (se eliminaron los prefijos EF alemanes) sólo como avión de reconocimiento, orden que fue luego cambiada en agosto de 1948 por una que establecía que se desarrollaría como avión tanto de bombardeo como de reconocimiento, recibiendo la aeronave la nueva designación de «Tipo 140 B/R».
La principal diferencia entre el EF-131 y el 140 B/R era que este último iba equipado con dos motores Mikulin AM-01, también conocidos como AM-TKRD-1, de 3.300 kg de empuje. Según algunas fuentes el primer vuelo se efectuó con motores VK-1, versión local de los Rolls Royce Nene, y luego se pasó al AM-01, además de que se equipó al avión con depósitos de puntera. Según otras fuentes primero voló con los AM-01 pero surgieron problemas con estos nuevos motores de tipo axial y se pasó a los centrífugos VK-1, hasta que se solucionaron los problemas con los AM-01. Otra diferencia fue que el 140 fue equipado con dos torretas dobles NS-23 controladas a distancia, diseñadas originalmente para el Túpolev Tu-4. Para aliviar la carga de la tripulación en el 140R se agregó un cuarto tripulante con lo que esta pasó a estar comprendida por:
- Un piloto
- Un navegante/bombardero
- Un operarador de torretas
- Un operador de radio/artillero

El tipo 140 B/R, nunca terminado, fue diseñado con un sistema mejorado de torretas defensivas a radiocontrol, la tripulación reducida a tres hombres y para tener un alcance de 3.000 km, a 12.000 m, con una carga de 1.5 tn de bombas y 9.400 L de combustible. Además de tener en contra sus orígenes en la Alemania nazi una de las dificultades que produjo el diseño de este modelo fue que el equipo de diseño no pudo solucionar los problemas aerolásticos propios de esta configuración y el Tipo 140 B/R siempre fue considerado como un recurso auxiliar en el caso de que fallasen los diseños de Tupolev e Ilyushin, el Túpolev Tu-12 y el Ilyushin Il-28, que finalmente entraron en servicio en la Aviación Naval Soviética y en la Fuerza Aérea Soviética respectivamente.

## Especificaciones del OKB-1 EF 140

### Características generales
- Tripulación: 3 (piloto, bombardero/navegante y radio operador/artillero)
- Longitud: 19,7 m (63 pies)
- Envergadura: 19,4 m (62 pies 1 en)
- Altura: 5,7 m (18 ft 3 in)
- Superficie alar: 58,4 m² (627 m²)
- Peso en vacío: 12.500 kg (27.500 libras)
- Carga útil: 24.500 kg (53.900 libras)
- Peso máximo al despegue: 27.000 kg (59.400 libras)
- Planta motriz: 2 x turborreactores Mikulin AM-01 AM-TKRD-1 de 3.300 kg / 68,7 kN (15.400 lbf) de empuje cada uno.

### Rendimiento
- Velocidad máxima: 1.230 km / h (665 nudos, 767 mph)
- Alcance: 2.500 km (1.350 nm, 1.558 millas)
- Techo de vuelo: 12.300 m (40.000 pies)

### Armamento
- 2 torretas con cañones dobles NS-23 de 23 mm radiocontroladas en el vientre y dorso del avión.
- La versión de producción estipulaba 4500 kg (9900 libras) de bombas

### Relacionados con el desarrollo
- Junkers Ju 287